# Thái hầu Tề
Sái hầu Tề (chữ Hán: 蔡侯齊; trị vì: 450 TCN-447 TCN), tên thật là Cơ Tề (姬齊), là vị vua thứ 25 và là vua cuối cùng của nước Sái – chư hầu nhà Chu trong lịch sử Trung Quốc.
Cơ Tề là con của Sái Nguyên hầu - vua thứ 24 nước Sái. Năm 451 TCN, Sái Nguyên hầu mất, Cơ Tề lên nối ngôi, tức là Sái hầu Tề.
Năm 447 TCN, Sở Huệ vương mang quân đánh nước Sái, giết Sái hầu Tề và diệt nước Sái. Ông ở ngôi được 4 năm.
Từ đó đất Sái bị nhập vào nước Sở. Tính từ Sái Thúc Độ, nước Sái có tổng cộng 25 vua thuộc 24 thế hệ tới đó chấm dứt.